# Vouziers
Vouziers [vuzje] ist eine französische Gemeinde mit 3.862 Einwohnern (Stand 1. Januar 2022) im Département Ardennes in der Region Grand Est. Sie ist Verwaltungssitz des Arrondissements Vouziers.
Sie entstand mit Wirkung vom 1. Juni 2016 durch die Zusammenlegung der früheren Gemeinden Terron-sur-Aisne, Vrizy und Vouziers zu einer Commune nouvelle mit dem identen Namen Vouziers, in der die früheren Gemeinden den Status einer Commune déléguée innehaben. Bereits zuvor wurden Blaise (1973), Chestres (1964) und Condé-lès-Vouziers (1961) eingemeindet. Der Verwaltungssitz befindet sich im Ort Vouziers.

## Gliederung
| Ortsteil                   | ehemaliger INSEE-Code | Fläche (km²) | Einwohnerzahl zum 1. Januar 2022 |
| -------------------------- | --------------------- | ------------ | -------------------------------- |
| Vouziers (Verwaltungssitz) | 08490                 | 20,16        | 3.303                            |
| Terron-sur-Aisne           | 08443                 | 06,50        | 129                              |
| Vrizy                      | 08493                 | 08,18        | 302                              |
| Blaise                     | 08068                 | 07,64        | 128                              |

## Geographie
Vouziers liegt rund 50 Kilometer nordöstlich des Stadtzentrums von Reims. Das Gemeindegebiet wird vom Fluss Aisne durchquert, von dem hier der begleitende Canal de Vouziers linksseitig abzweigt. An der Grenze zur benachbarten Gemeinde Ballay mündet das Flüsschen Fournelle in die Aisne. 
Nachbargemeinden sind Voncq im Norden, Vandy, Ballay und Toges im Nordosten, La Croix-aux-Bois und Longwé im Osten, Falaise und Savigny-sur-Aisne im Südosten, Saint-Morel im Süden, Sainte-Marie im Südwesten, Bourcq und Mars-sous-Bourcq im Westen sowie Grivy-Loisy im Nordwesten.

## Sehenswürdigkeiten

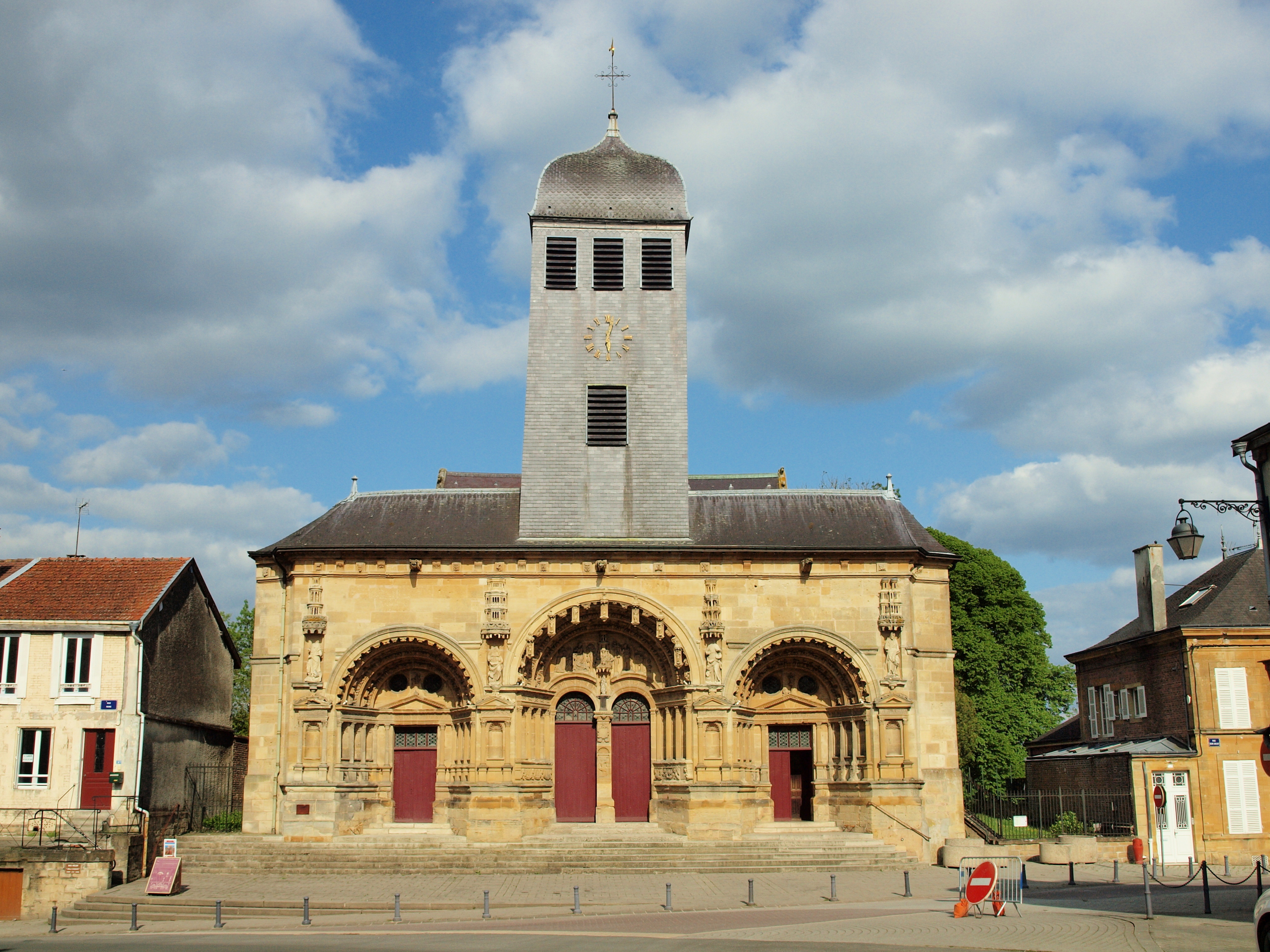
Kirche Saint-Maurille

- Kirche Saint-Maurille in Vouziers, Monument historique
- Kirche Notre-Dame im Ortsteil Chestres
- Kirche Saint-Clément im Ortsteil Blaise
- Kirche Saint-Remi im Ortsteil Condé-les-Vouziers
- Französischer Soldatenfriedhof mit dem Grab des Luftfahrtpioniers Roland Garros
- Deutscher Soldatenfriedhof

## Gemeindepartnerschaften
- Gräfenroda, Ortsteil der Gemeinde Geratal, Deutschland
- Ratiskovice, Tschechische Republik
- Civol, Senegal